# 施米德呂德

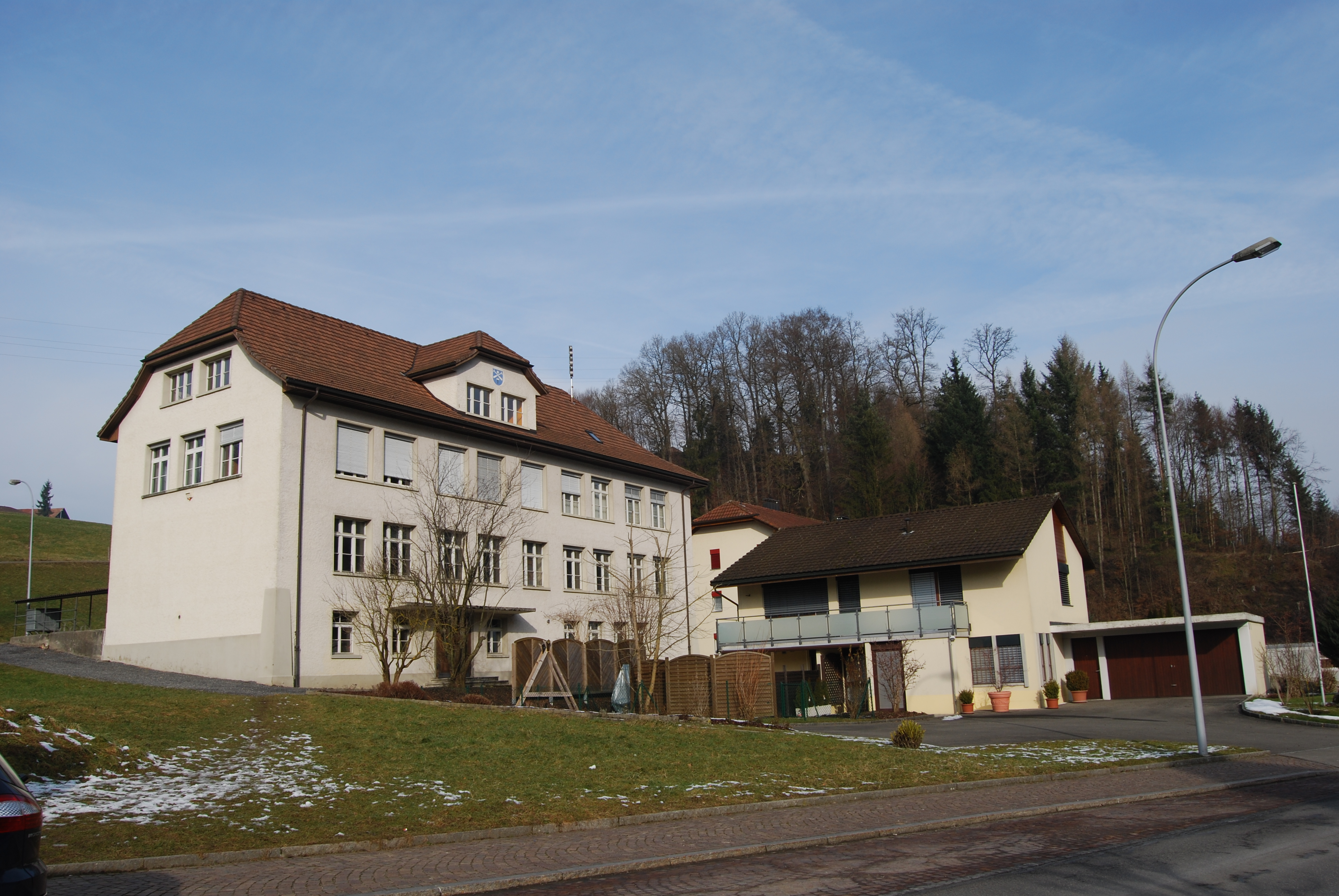

施米德呂德是瑞士的城鎮，位於該國北部，由阿爾高州負責管轄，面積8.64平方公里，海拔高度566米，2012年人口1,186，七成人口信奉基督教，人口密度每平方公里137人。